# Eumenes bollii
Eumenes bollii är en stekelart som beskrevs av Cresson 1872. Eumenes bollii ingår i släktet krukmakargetingar, och familjen Eumenidae.

## Underarter
Arten delas in i följande underarter:
- E. b. ehrenbergi
- E. b. oregonensis